# Motarzyn
Motarzyn (deutsch Muttrin, Kreis Belgard) ist ein Dorf in der polnischen Woiwodschaft Westpommern. Es gehört zur Gemeinde Tychowo (Groß Tychow) im Kreis Białogard (Belgard).

## Geografische Lage
Motarzyn liegt in Hinterpommern 21 Kilometer nordöstlich von Połczyn-Zdrój (Bad Polzin) und sechs Kilometer südlich von Tychowo in einer ebenen Umgebung. Das Dorf ist über einen Abzweig der Woiwodschaftsstraße 167 zu erreichen. Die nächste Bahnstation ist Tychowo an der Bahnstrecke Szczecinek–Kołobrzeg. Nördlich des Dorfes liegt das Vorwerk Żukówek (Petersdorf).

## Ortsgeschichte
In den Jahren 1924 und 1929 fand man zahlreiche Urnenreste und Tongefäße, die auf eine Besiedlung bereits etwa 800 bis 500 Jahre vor Christus hindeuten.
Im Jahre 1384 wurde Muttrin zum ersten Male urkundlich erwähnt. In einem Lehnsbrief von Herzog Wartislaw V. wird mitgeteilt, dass Prissebur Klest (von Kleist) mit einem Teil der Ortschaft belehnt war. 1753 übernahmen Ewald Friedrich und Peter von Kleist das Gut Muttrin je zur Hälfte. Ungefähr dreißig Jahre später gehören sowohl das Gut Muttrin als auch Döbel (heute polnisch: Doble) Friedrich Wilhelm von Kleist auf Klein Dubberow (Dobrowo). 1840 erlangt Karl Ludwig August Franz von den Osten aus Plathe (Płoty) das Eigentum über Muttrin und Petersdorf (Żukówek).
Im Jahre 1939 hatte die 1036,2 Hektar große Gemeinde Muttrin 306 Einwohner, die sich auf 74 Haushaltungen verteilten. 247 Personen waren in der Land- und Forstwirtschaft tätig. Das Rittergut beinhaltete etwa 296,0 Hektar. Letzter Gutseigentümer war die Familie von Altenbockum, vertreten durch den Juristen Hans von Altenbockum (* 1875; † 1953), verheiratet mit Karola von Grünberg (* 1878; † 1979). Sieben ihrer neun Kinder sind ab 1911 in Muttrin geboren.
Bis 1945 gehörte Muttrin zum Amtsbezirk Zadtkow (Sadkowo) im Landkreis Belgard (Persante). Letzter deutscher Amtsvorsteher war Wilhelm Fiek, und letzter Gemeindebürgermeister von Muttrin Fritz Scheunemann. Muttrin gehörte zum Amtsgericht Belgard, und die polizeilichen Belange regelte der Gendarmerieposten in Damen (Stare Dębno).
Nach 1945 wurde Muttrin infolge des Krieges polnisch. Muttrin wurde als Motarzyn ein Ortsteil der Gmina Tychowo im Powiat Białogardzki. Die Güter Muttrin und Petersdorf (Żukówek) wurden mit den Gütern Klein Krössin (Krosinko) und Kieckow (Kikowo) zum Kombinat Kikowo zusammengeschlossen.

## Standesamt Muttrin
Muttrin bildete bis 1945 mit den Gemeinden Damen (Stare Dębno) und Zadtkow (Sadkowo) einen eigenen Standesamtsbezirk.

## Kirchspiel Muttrin

### Kirchengemeinde
Die Kirchengemeinde Muttrin bildete bis 1945 mit der Filialgemeinde Damen (Stare Dębno) das Kirchspiel Muttrin, zu dem im Jahre 1940 insgesamt 2000 Gemeindeglieder gehörten. Eingepfarrt waren die Orte Döbel (Doble), Klein Krössin (Krosinko), Rauden (Rudno) und Zadtkow (Sadkowo).
Das Kirchspiel Muttrin lag im Kirchenkreis Belgard der Kirchenprovinz Pommern der evangelischen Kirche der Altpreußischen Union. Das Kirchenpatronat von Muttrin hatten die Rittergutsbesitzer Fink in Zadtkow (Sadkowo), Kulow in Augustenhof (Liśnica), von Kleist in Kieckow (Kikowo) und Milbradt in Döbel (Doble) inne.
Heute gehört Motarzyn zum Kirchspiel Koszalin (Köslin) in der Diözese Pommern-Großpolen der Evangelisch-Augsburgischen Kirche in Polen.

### Pfarrkirche

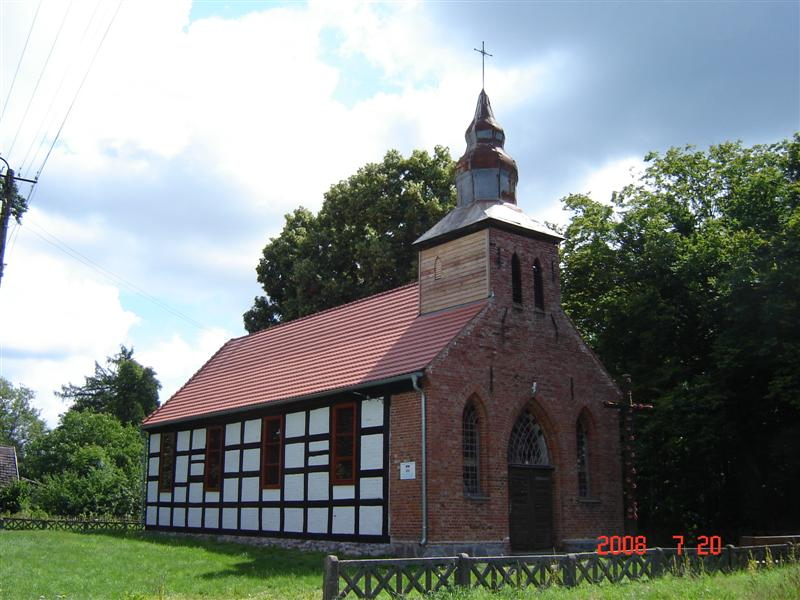
Die Kirche in Motarzyn (Muttrin)

Die Muttriner Kirche ist eine Fachwerkkirche und stammt aus der Mitte des 18. Jahrhunderts. Der vorgesetzte Turm aus Steinen trägt eine welsche Haube, in deren Wetterfahne die Jahreszahl 1683 eingraviert ist.
Nach dem Krieg wurde das Gotteshaus zugunsten der katholischen Kirche in Polen enteignet, und es ist dem katholischen Brauch entsprechend verändert worden: Kanzel und Emporen sind entfernt, es ist ein schlichter Saalbau mit dem Altar an der Stirnseite und dem Kanzelpult daneben entstanden.

### Pfarrer bis 1945
1. Peter Schlacke
2. Michael Janke
3. Georg Polzenhagen, 1636
4. Richard Hencke, 1670
5. Joachim Hencke (Sohn von 4.), 1705
6. Christoph König, 1711–1731
7. Daniel Erich Scheunemann, 1738–1740
8. Jakob Matthias Wüstenberg, 1740–1744
9. Konrad Heinrich Vanselow, 1745–1762
10. Carl Wilhelm Blaurock, 1763–1785
11. Johann Georg Veitzke, 1784–1803
12. Bogislaw Just, 1804–1840
13. Heinrich Wilhelm Ulrich, 1840–1873
14. Paul Konrad Schmiedeberg, 1876–1884
15. Hermann Osterwald, 1884–1928
16. Herbert Venske, 1934–1945

## Schule
Die Volksschule Muttrin hatte zwei Klassenräume. Im Jahre 1928 besuchten 32 Jungen und 23 Mädchen aus Muttrin und Petersdorf (Żukówek) die Schule.

## Söhne und Töchter des Orts
- Heinrich Beitzke (1798–1867), deutscher Militärschriftsteller, Mitglied des Preußischen Abgeordnetenhauses